# مطب البوراشد
مطب البوراشد قرية سورية تتبع ناحية الكرامة في منطقة مركز الرقة في محافظة الرقة. بلغ عدد سكانها 3165 نسمة في عام 2004 حسب إحصاء المكتب المركزي للإحصاء.
تقع في الجهة الغربية للرقة وتشرف على نهر الفرات من الضفة اليسرى. يعمل أكثر الاهالي في مجال الزراعة اللهجة المحلية هي الهجة الشاوية. تبعد عن مركز مدينة الرقة حوالي 65 كم باتجاه الشرق.وينحدر نسب سكانها من قبيلة الجبور الزبيدية من فخذ القضا. وجدهم الاكبر هو محمد الراشد 